# Pembroke (Kentucky)
Pembroke es una ciudad ubicada en el condado de Christian en el estado estadounidense de Kentucky. En el Censo de 2010 tenía una población de 869 habitantes y una densidad poblacional de 302 personas por km².

## Geografía
Pembroke se encuentra ubicada en las coordenadas 36°46′33″N 87°21′29″O / 36.77583, -87.35806. Según la Oficina del Censo de los Estados Unidos, Pembroke tiene una superficie total de 2.88 km², de la cual 2.86 km² corresponden a tierra firme y (0.45%) 0.01 km² es agua.

## Demografía
Según el censo de 2010, había 869 personas residiendo en Pembroke. La densidad de población era de 302 hab./km². De los 869 habitantes, Pembroke estaba compuesto por el 70.08% blancos, el 26.7% eran afroamericanos, el 0.58% eran amerindios, el 0.35% eran asiáticos, el 0% eran isleños del Pacífico, el 0.12% eran de otras razas y el 2.19% pertenecían a dos o más razas. Del total de la población el 2.19% eran hispanos o latinos de cualquier raza.